# Нікополь (автостанція)
Автостанція «Нікополь» - головна автостанція міста Нікополь. Автостанція входить до ПАТ «Дніпропетровське обласне підприємство автобусних станцій».

## Основні напрямки

### Місцевого формування
- Нікополь — Харків
- Нікополь — Одеса
- Нікополь — Дніпро
- Нікополь — Запоріжжя
- Нікополь — Кропивницький
- Нікополь — Миргород
- Нікополь — Скадовськ
- Нікополь — Марганець
- Нікополь — Покров
- Нікополь — П'ятихатки
- Нікополь — Кирилівка
- Нікополь — Базавлук
- Нікополь — Звізда
- Нікополь — Капулівка
- Нікополь — Менделєєвка
- Нікополь — Миронівка (Нікопольський район)
- Нікополь — Олексіївка (Нікопольський район)
- Нікополь — Охотниче (Нікопольський район)
- Нікополь — Першотравневе (Нікопольський район)
- Нікополь — Покровське (Нікопольський район)
- Нікополь — Шевченкове (Нікопольський район)

### Транзитні
- Харків — Одеса
- Харків — Херсон
- Харків — Нова Каховка
- Харків — Каховка
- Одеса — Донецьк-Південний (скасований у 2014 році)
- Дніпро — Херсон
- Дніпро — Скадовськ
- Дніпро — Покров
- Дніпро — Залізний Порт
- Дніпро — Апостолове
- Запоріжжя — Кривий Ріг
- Запоріжжя — Миколаїв
- Запоріжжя — Первомайськ
- Запоріжжя-2 — Покров
- Кривий Ріг — Бердянськ
- Кривий Ріг — Маріуполь
- Кривий Ріг — Кам'янське-1
- Кривий Ріг — Бахмут
- Кривий Ріг — Кирилівка
- Кам'янське-1 — Херсон
- Херсон — Суми